# Stećkiwka (obwód sumski)
Stećkiwka (ukr. Стецьківка) – wieś na Ukrainie, w obwodzie sumskim, w rejonie sumskim, w hromadzie Sumy. W 2001 liczyła 3702 mieszkańców, spośród których 3518 wskazało jako ojczysty język ukraiński, 172 rosyjski, 1 mołdawski, 5 białoruski, 3 ormiański, 2 inny, a 1 osoba się nie zadeklarowała.